# Солевая грелка

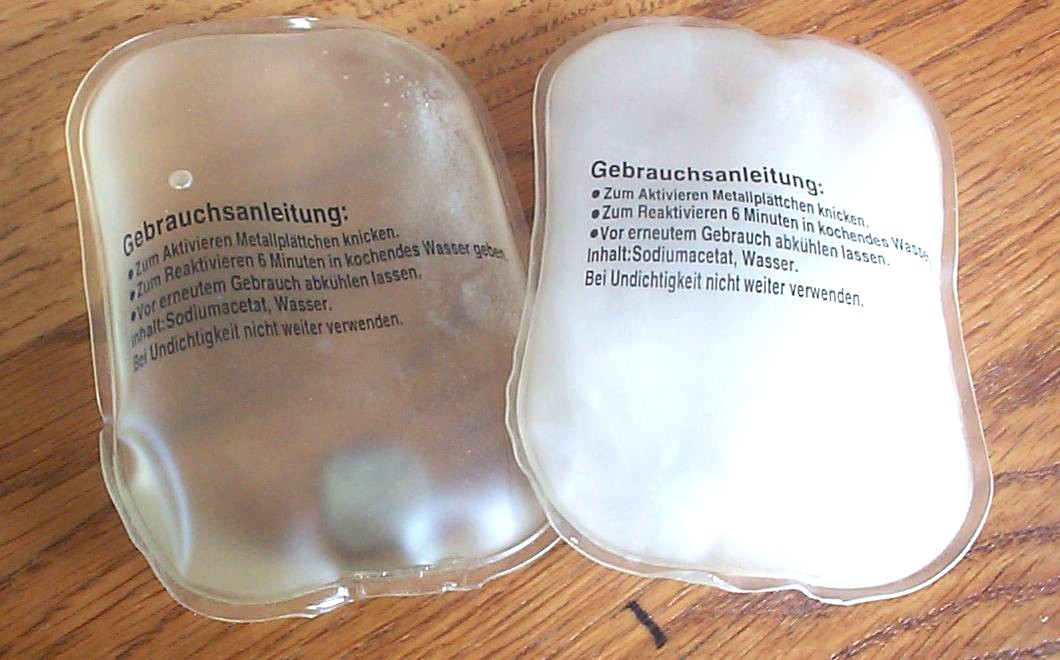
Грелка на растворе ацетата натрия.

Солевая грелка (саморазогревающаяся грелка, солевой аппликатор) — многоразовая химическая грелка, в основу работы которой положен эффект выделения тепла при изменении агрегатного состояния некоторых материалов, часто — кристаллизации солей из перенасыщенного раствора. Могут использоваться не только для нагрева, но и для охлаждения.

## Принцип действия

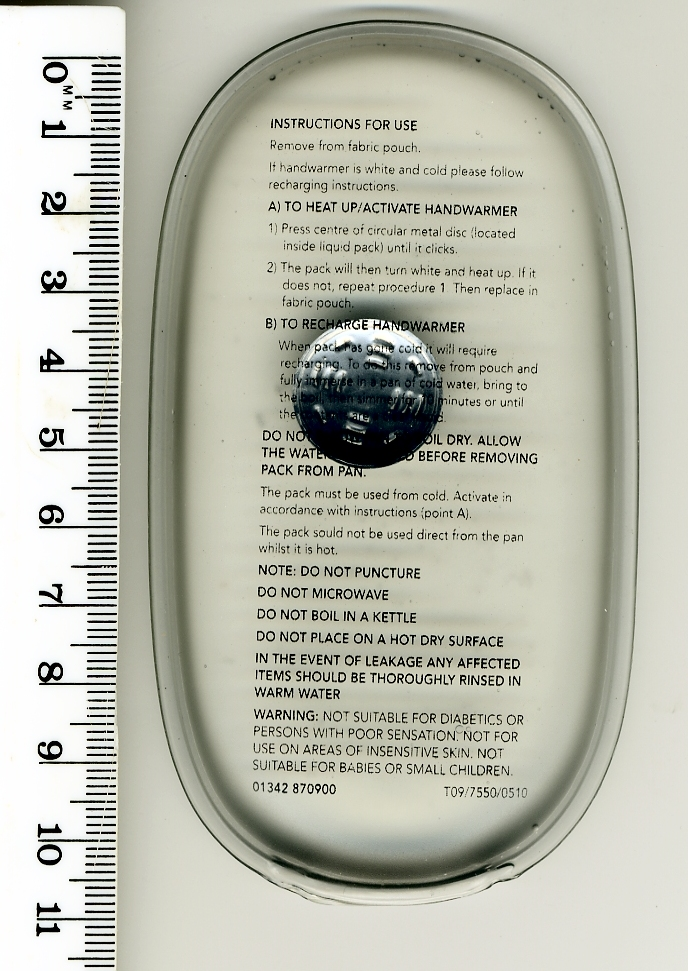
Внутри ёмкости виден аппликатор.

Грелка представляет собой ёмкость с перенасыщенным солевым раствором, чаще всего в качестве такового используют перенасыщенный раствор ацетата натрия. Раствор находится в состоянии равновесия. Внутри раствора плавает палочка или кружок — «пускатель» или аппликатор. При перегибании аппликатора раствор выходит из состояния равновесия, согнутый аппликатор становится центром кристаллизации, вызывая фазовый переход раствора из жидкого состояния в твердое. Переход сопровождается выделением тепла и грелка разогревается до температуры порядка 50-54 °С. Время работы составляет 3-4 часа в зависимости от её размеров и внешней температуры.
Процесс восстановления обратим: грелку заворачивают в ткань и помещают на 5-20 минут в кипящую воду. Растворение кристаллов соли происходит с поглощением тепла, после чего грелка вновь готова к повторному использованию.

## Применение
Солевые грелки находят широкое применение в медицине, а также для обогрева рук и техники (фото и видеокамеры) при работе на морозе. Как средство обогрева часто используются рыбаками и охотниками. Достоинством солевых грелок является их простота и дешевизна, недостатком случайные срабатывания из-за малейшего перегиба аппликатора во время транспортировки.